# Cehegín
Cehegín és un municipi del nord-est de Múrcia, amb 293 km² de superfície i 15.250 habitants el 2005. Les activitats econòmiques més rellevants són l'extracció de marbre, l'albercoc i la flor de viver. Limita a l'est amb Mula i Bullas, al sud amb Llorca, a l'oest amb Caravaca de la Cruz i al nord amb Calasparra i Moratalla

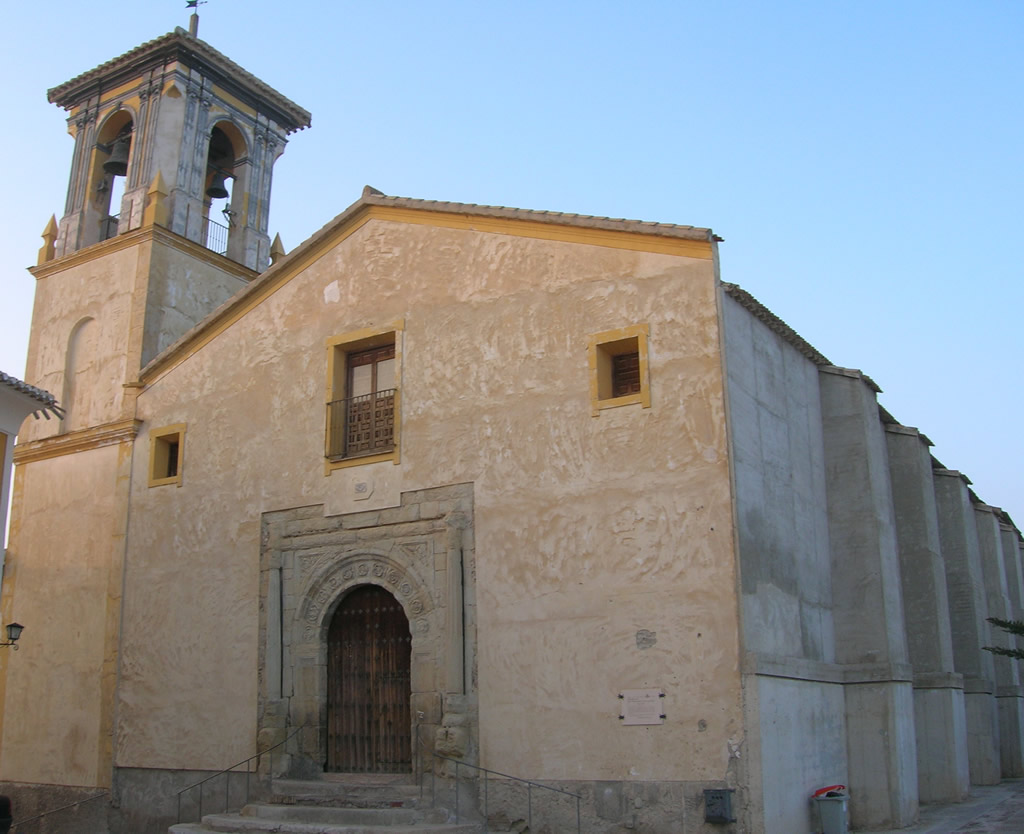
Ermita de la Concepció (segle xvi)
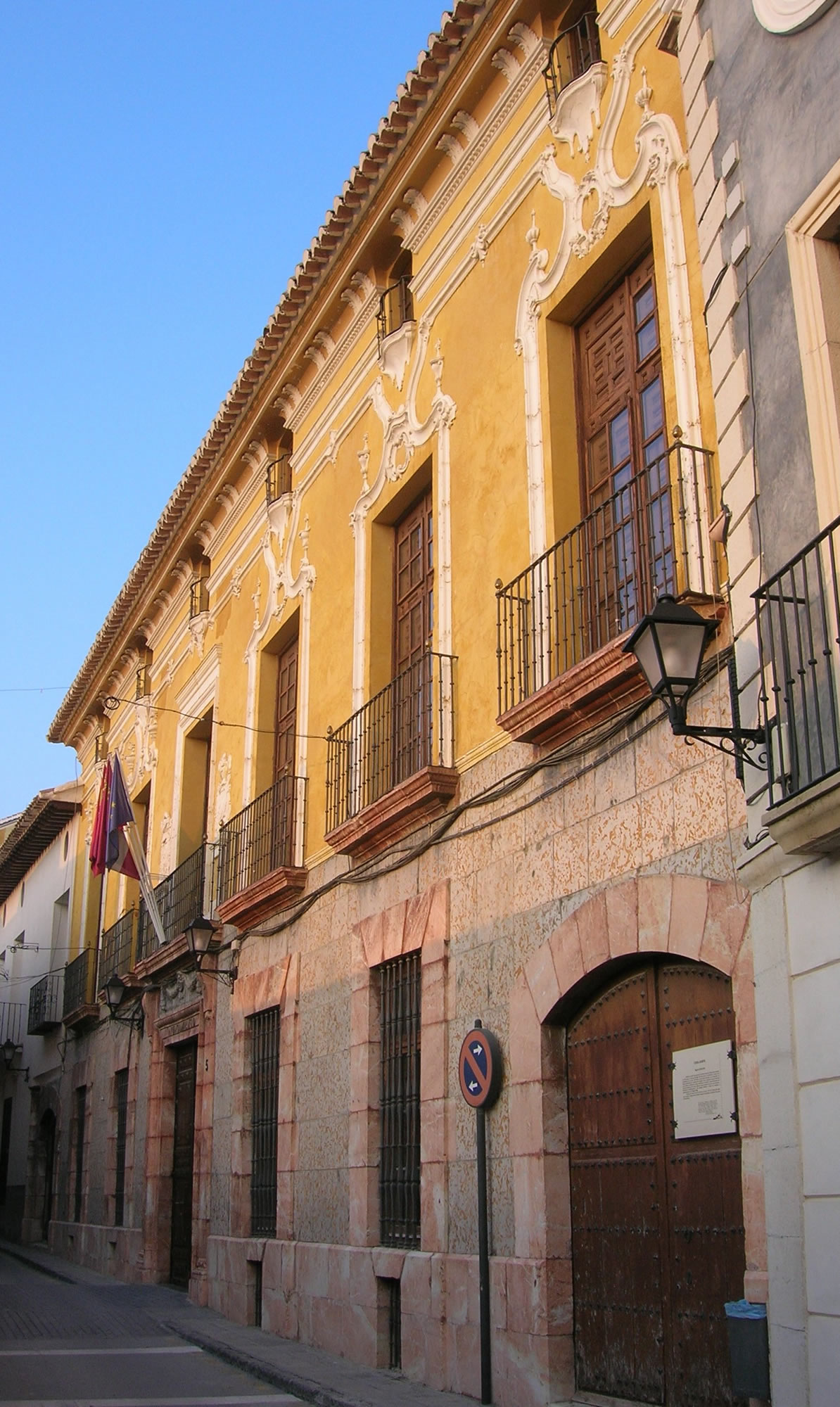
Casa Jaspe, segles xviii-XIX, avui la seu de l'Ajuntament